# Bitwa pod Iłżą (1831)
Bitwa pod Iłżą – zwycięska dla powstańców bitwa powstania listopadowego w miejscowości Iłża i na przedpolu tego miasta 9 sierpnia 1831 roku.
Wojskami Polskimi dowodził gen. Samuel Józef Różycki (1,5 tys. żołnierzy). Wojskami rosyjskimi gen. Ksenofont Kwitnicki (3 tys. żołnierzy).
Carski generał Fiodor Rydygier, przeprawiwszy się przez Wisłę pod Puławami, maszerował z 20-tysięczną armią na Opatów. Polacy w sile około 2 tysięcy ludzi wyruszyli z Końskich w stronę Iłży celem spotkania się z wojskiem rosyjskim. Nieprzyjaciel pierwszy zajął okolicę, natomiast Polacy pierwsi przybyli do Iłży 8 sierpnia 1831 prowadzeni przez gen. Samuela Różyckiego. Rydygier, otrzymawszy wiadomość o nadchodzących powstańcach, wysunął do Iłży kilka szwadronów dragonów i kozaków oraz baterię konnej artylerii wsparte dwoma batalionami piechoty jako straż przednią, którą dowodził generał Ksenofont Kwitnicki. Samuel Różycki obsadził Iłżę strzelcami celnymi Grothusa, dwa bataliony piechoty rozstawił po ogrodach i pod miastem. Na lewo od miasta ustawiono ukrytych kosynierów z 22 pp, a pułk jazdy wołyńskiej w szerokim szpalerze na płaskowzgórzu. Na prawym skrzydle piechota pod dowództwem Gajewskiego wysłana w stronę północną od miasta do Krzyżanowic z zadaniem pozorowania ucieczki w stronę miasta, starała się wciągnąć nieprzyjaciela do Iłży. Ten widząc cofających się Polaków szedł w pułapkę. Artyleria rosyjska rozpoczęła ostrzał miasta, podpalając dzwonnicę. Jegrzy i kozacy wpadli na rynek, ale wtedy ze wszystkich okolicznych domów rozległy się salwy ognia. Pozorujący ucieczkę natomiast, okrążywszy miasto, wpadli z dwóch stron na broniących, a następnie uciekających Rosjan, chwytając wielu jeńców. Powstańcy Legii pieszej pod dowództwem Henryka Bogdańskiego bronili się dzielnie przy kościele, śpiewając Jeszcze Polska nie zginęła. Również na północ od miasta, w wąwozie Zuchowieckim, doszło do starcia  pułku jazdy wołyńskiej z dragonami noworosyjskimi. Raniony podpułkownik Karol Różycki powalił w konnym pojedynku mjra Heninga. Jeszcze podpułkownik dragonów Hewes próbował poprowadzić wojsko do kontrnatarcia, ale padł przebity lancą. Śmierć dowódców i krzyżowy ogień spowodowały szybki odwrót Rosjan w kierunku lasu za Chwałowicami. Różycki korzystając z zamieszania w szeregach wroga po zwycięskiej bitwie, odszedł swobodnie do Szydłowca.